# Parafia św. Marii Magdaleny w Krotoszynie
Parafia św. Marii Magdaleny w Krotoszynie – rzymskokatolicka parafia mieszcząca się w Krotoszynie przy ulicy Wiejskiej, należąca do dekanatu Krotoszyn w diecezji kaliskiej. Kościół parafialny to drewniana świątynia pochodząca z 1775 roku, restaurowana w 1830 roku, dach pokryty jest gontem. Parafia liczy około 6000 wiernych. 
Ze względu na to, że drewniany kościół okazał się za mały, rozpoczęto w 1997 budowę nowej murowanej świątyni w Krotoszynie, której patronem ustanowiono bł. Michała Kozala. W 2012 bp Stanisław Napierała konsekrował ołtarz w tym kościele.

## Proboszczowie
- ks. kan. mgr Andrzej Szymankiewicz (1994–2004)[2], budowniczy kościoła pw. bł. Michała Kozala[3].
- ks. kan. mgr Eugeniusz Synowiec (od 12 grudnia 2024)